# Psychilis krugii
Psychilis krugii là một loài thực vật có hoa trong họ Lan. Loài này được (Bello) Sauleda miêu tả khoa học đầu tiên năm 1988.